# London Underground (romanzo)
London Underground (A Cool Breeze on the Underground) è un romanzo dello scrittore statunitense Don Winslow, pubblicato in lingua originale nel 1991 e tradotto in italiano da Einaudi nel 2016.
È il primo di una serie di cinque romanzi imperniati sul personaggio di Neal Carey, studente universitario di umili origini che svolge occasionali quanto difficili e rischiose indagini per conto di una misteriosa organizzazione chiamata "Gli amici di famiglia".

## Trama
Il romanzo si gioca su due diversi piani temporali: il presente, ovvero gli anni Settanta del XX secolo è infatti intervallato da ampi flash back in cui si narrano l'infanzia e l'adolescenza del protagonista e dettagli su alcune delle sue prime indagini.
New York, 1976: Neal Carey è un ventitreenne laureando alla Columbia University che convive con la fidanzata Diane e sogna di diventare un docente di letteratura inglese, il suo precipuo campo d'interesse è la narrativa del XVIII secolo e, in particolare, le opere di Tobias Smollett.
La sera prima di un importante esame, riceve una telefonata da Joe Graham, un uomo con cui Neal ha un legame tanto stretto da chiamarlo “papà”, che lo convoca per un lavoro che non può rifiutare. 
Neal è infatti cresciuto poverissimo nel West Side, senza il padre che non ha mai conosciuto e con una madre prostituta tossicodipendente che non è mai stata in grado di prendersi cura di lui.
Per sopravvivere da ragazzino era quindi costretto a compiere piccoli furti finché un giorno, all'età di 11 anni, rubò il portafoglio di Graham durante una partita di baseball che l'uomo stava seguendo in TV un pub irlandese vicino a casa di Neal.
Accortosi del furto, Graham riuscì a inseguire e raggiungere Neal senza che il ragazzo se ne potesse accorgere: anziché denunciarlo alla polizia, intravedendo in Neal un talento e comprendendo la situazione disperata da cui cercava di emergere, Graham insegnò al giovinetto tutti i trucchi necessari per pedinare una persona o per penetrare e ispezionare uffici e appartamenti senza lasciare alcuna traccia.
Dopo un duro addestramento, Graham introdusse Neal nell'organizzazione segreta di cui lui stesso faceva da tempo parte: Gli amici di famiglia, un gruppo di agenti sotto copertura e impiegati a tempo parziale alle dipendenze di Ethan Kitteredge, discendente di un'antica famiglia di banchieri di Providence, in Rhode Island.
Il compito degli Amici è quello di svolgere indagini riservatissime commissionate da facoltosi clienti della banca o da persone che Kitteredge vuole in qualche modo favorire nelle loro ambizioni.
Dal suo arruolamento, Neal viene quindi stipendiato e mantenuto agli studi dagli Amici, che lo iscrivono alle migliori scuole per coltivarne il grande talento.
Il nuovo caso che Kitteredge sottopone a Neal è particolarmente difficile e sgradevole: ritrovare, disintossicare e riportare a casa Allie Chase, la diciassettene scandalosa figlia di John Chase, senatore democratico del Rhode Island e papabile candidato alla vicepresidenza degli Stati Uniti, prima della convention del partito, al fine di mostrare Chase come un buon padre attorniato da una famiglia felice e occultando le torbide vicende di droghe e sesso di cui Allie è, fin dalla preadolescenza, protagonista.
Carey non vorrebbe affrontarlo sia per non interrompere gli amati studi sia perché un precedente caso in cui il protagonista si era dovuto occupare di un adolescente fuggito da casa, un quattordicenne omosessuale di nome Halperin, si era tragicamente concluso con il suicidio del ragazzo.
I suoi superiori non gli lasciano però scelta: se dovesse rifiutare il caso, Neal sarebbe subito espulso dalla Columbia, dove alcuni importanti docenti sono Amici di Famiglia.
Neal si trova così a partire per Londra, ove non era mai stato prima, e indagare nell'ambiente della tossicodipendenza, delle ragazze squillo e dei punk in cui Allie potrebbe essersi inserita:oltre all'oggettiva difficoltà di trovare una ragazza in una metropoli congestionata, il protagonista si trova di fronte a interrogativi inquietanti.
Perché la scomparsa di Allie è divenuta fonte di preoccupazione per la sua famiglia solo dopo mesi?
Perché nel rapporto sul suo caso, in contrasto con la maniacale precisione investigativa e documentale che distingue di solito gli Amici di Famiglia, mancano particolari fondamentali quali le precedenti fughe da casa della ragazza?
Il sospetto che qualcuno, forse all'interno della sua stessa organizzazione, stia lavorando affinché Allie non venga mai trovata attanaglia sempre più Neal che dovrà lottare per la sua stessa sopravvivenza affidandosi ad alleati imprevedibili.

## Personaggi
Neal CareyIl protagonista del romanzo. Nato poverissimo e praticamente senza famiglia nel West Side di New York, ha incontrato a 11 anni Joe Graham che l'ha trasformato nel perfetto detective sotto copertura facendolo entrare nell'organizzazione degli Amici di Famiglia, che si è fatta carico del suo mantenimento e dei suoi studi.
Ora ha 23 anni e si sta per laureare alla Columbia University con una tesi sulle opere di Tobias Smollett sogna di insegnare letteratura inglese ma l'organizzazione punta molto su di lui.
Joe GrahamUn curioso affiliato degli Amici di Famiglia, di cui è stato in passato il responsabile per New York. È un brevilineo uomo di mezza età di origini irlandesi con un braccio artificiale; malgrado l'apparente inadeguatezza fisica è un ottimo agente ed è stato il Pigmalione di Neal Carey,con cui ha instaurato un rapporto quasi paterno.
Ed LevineAllievo di Joe Graham, che ha poi scavalcato divenendo referente a New York degli Amici di Famiglia, è un trentacinquenne corpulento ed esperto di arti marziali. Odia (ricambiato) Neal Carey perché ha avuto una relazione con la donna che è poi diventata la signora Levine ma forse anche per invidia.
Ethan KitteredgeUn banchiere di Providence, discendente di un'antica dinastia di custodi dei crediti e dei segreti delle più celebri famiglie del New England, è il capo degli Amici di Famiglia. Il suo hobby è navigare nella Baia di Narragansett a bordo della sua barca, la Haridan.
John ChaseUn senatore democratico del Rhode Island in corsa per la candidatura alla vicepresidenza degli Stati Uniti, è un uomo duro, supponente e arrogante. Mostra subito una spiccata antipatia, ricambiata, per Neal Carey
Liz ChaseOriginaria del Sud degli Stati Uniti, è la bionda e bellissima moglie del senatore Chase, il suo legame con il marito pare più formale che sostanziale.
Allison ChaseDetta Allie, è la diciassettenne figlia di John e Liz. Bionda, occhi azzurri e fisico mozzafiato, da quando, a circa dodici anni,ha capito di non essere in grado di incarnare il modello della figlia perfetta desiderata dai genitori (i suoi risultati scolastici e sportivi, infatti, erano buoni ma non eccellenti), ha più o meno consciamente scelto di essere la vergogna della famiglia lanciandosi in un turbine autodistruttivo di alcol, droghe e sesso. Dopo aver sedotto numerosi suoi insegnanti e lo psicologo che avrebbe dovuto curarla, è fuggita a Londra ove si fa chiamare Alice e dice di essere californiana.
Rick LombardiUn trentenne ambizioso, elegante e di bell'aspetto, è l'assistente personale del senatore Chase ma coltiva anche suoi ben precisi interessi.
ColinTrentenne, piccolo spacciatore e pappone londinese, ha incontrato sulla sua strada Allie Chase e non si è potuto esimere dal goderne e metterne a frutto le grazie. Frequenta l'ambiente punk, ha un fisico inossidabile ed è molto preparato nel combattimento da strada. Ambisce ad allargare il suo giro di spaccio.
CrispIl suo vero nome è Harold Griffin. È il fedele tirapiedi di Colin. Non particolarmente intelligente, il soprannome gli deriva dall'abitudine di mangiare in continuazione patatine in sacchetto.
Vanessa BrownlowPunk girl corpulenta e dai capelli variopinti, fidanzata di Crisp, mostra doti di astuzia e determinazione apparentemente insospettabili.
Simon KeyesEsploratore londinese, conoscente di Ethan Kitteredge, mette a disposizione di Carey la sua casa dal momento che è impegnato in un'escursione in Africa. È un bibliofilo e possiede l'unica copia originale annotata dall'autore del Peregrine Pickle di Smollett, l'opera su cui Carey vorrebbe svolgere la sua tesi di laurea.
John FergusonMedico e bibliofilo londinese, vecchio amico di Keyes e suo rivale nella caccia ad antiche edizioni.
HatcherPoliziotto londinese, controlla il traffico della prostituzione negli alberghi intorno a Piccadilly Circus ricavandone tangenti.
HardinUn pastore che conduce il suo gregge nello Yorkshire nei pressi del solitario cottage di Simon Keyes.
Dickie HuanRistoratore cinese, pezzo grosso dello spaccio di eroina a Londra, Colin vorrebbe diventare suo socio ma teme sinceramente la sua abilità con la mannaia.

## Riferimenti storici e ad altre opere
La campagna presidenziale a cui si fa riferimento nel testo è quella per le elezioni del 1976 e il senatore John Chase è quindi in lizza per divenire il possibile vicepresidente di Jimmy Carter.
Tuttavia, in London Underground non ci sono precisi riferimenti cronologici e la collocazione temporale esatta viene chiarita solo nel successivo romanzo China Girl, le cui vicende iniziano sette mesi dopo la vicenda narrata in London Undergorund: nel secondo capitolo della saga di Neal Carey si dice infatti che corre l'anno 1977 e che Jimmy Carter è stato da poco eletto presidente.
Gli unici indizi presenti in London Underground sono le parole di Kitteredge, che appoggia inizialmente le ambizioni di Chase pur essendo dichiaratamente repubblicano e dichiara che il candidato democratico deve necessariamente guardare a Nord per scegliere il suo vice, facendo dunque intendere che si tratti di uomo del Sud, come appunto era Carter, e le considerazioni di Rick Lombardi che, al termine della convention democratica, ritiene improbabile il successo del candidato donkey: la vittoria di Carter fu infatti sorprendente rispetto ai pronostici degli osservatori politici.

## Edizioni
- Don Winslow, London Underground, collana Stile libero Big, traduzione di Alfredo Colitto, Einaudi, 2016,  p. 411, ISBN 978-88-06-21434-0.